# HD115529
HD115529 — хімічно пекулярна зоря спектрального класу A0, що має видиму зоряну величину в смузі V приблизно  6,2.
Вона  розташована на відстані близько 644,6 світлових років від Сонця.